# Ивановка (Никопольский район)
Ивановка (укр. Іванівка) — село,
Павлопольский сельский совет,
Никопольский район,
Днепропетровская область,
Украина.
Код КОАТУУ — 1222985004. Население по переписи 2001 года составляло 72 человека .

## Географическое положение
Село Ивановка находится на правом берегу реки Базавлук,
выше по течению на расстоянии в 1 км расположено село Крутой Берег,
ниже по течению на расстоянии в 4 км расположено село Водяное,
на противоположном берегу — село Шишкино.